# Casa Quer

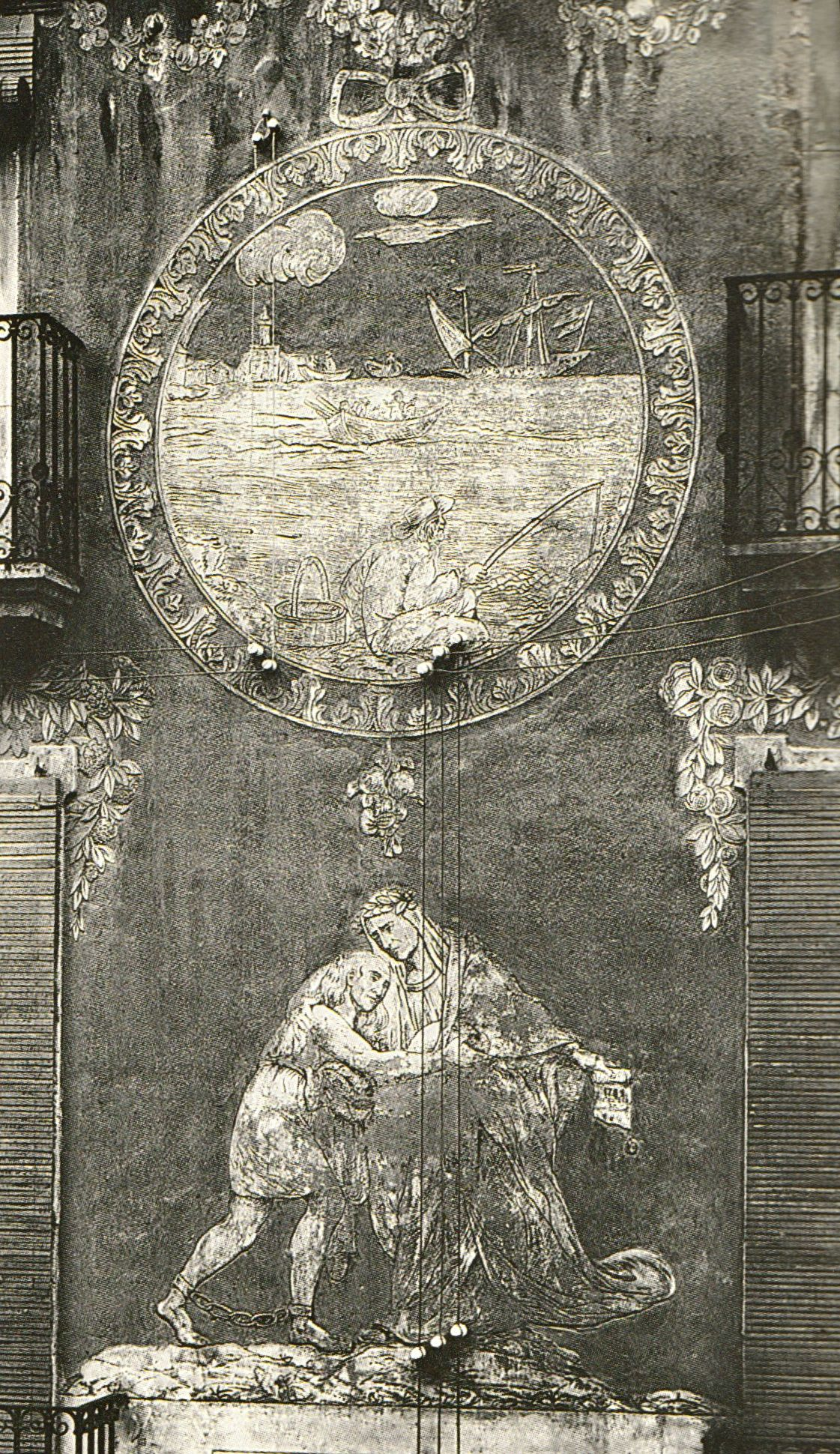
Esgrafiat a la façana de cal Quer

La Casa Quer, o cal Quer era un antic casal avui desaparegut situat a Reus al carrer de Prat de la Riba (o camí de l'Aleixar), enderrocat el 1974. Havia estat un edifici remarcable, cantoner amb el carrer dels Recs. A les primeries del segle xix, Llorenç Ortega hi tenia magatzems i olles d'aiguardent. L'edifici va ser propietat de la família Quer des de la primera meitat d'aquell segle, fins que, abandonat però encara en bon estat, es va enderrocar per a construir-hi una casa d'estadants.

## Història i descripció
Construïda a finals del segle xviii, el 1802 tenia com a propietari l'hereu de Joan Boix, i el 1806 hi figurava "lo comte de Granyena" com a propietari de la casa, magatzems i fàbrica d'aiguardent. El 1817 era encara del comte de Granyena. L'any 1819 el propietari era Llorenç Ortega. Jaume Quer Ballester, pare de Lluís Quer Cugat, la devia comprar cap al 1832, ja que en aquell any van deixar de viure a la casa de La Boella, al raval de Robuster. En aquesta casa hi va néixer i viure el fill de Lluís Quer Cugat, el diplomàtic Lluís Quer Boule, el qual, depurat després de la guerra civil, va anar a residir a Madrid. L'any 1868 s'hi va refugiar la Prelada Quer, membre de la família, quan va esclatar la revolució de setembre i el moviment popular va assaltar el convent que les monges tenien a la plaça de Prim, llavors plaça de les Monges.
De la casa Quer n'eren interessants els baixos, uns magatzems immensos destinats a bodegues, amb sostres sostinguts per arcades vagament gòtiques de nervis entrecreuats, que produïen l'efecte d'una església. Segons Güell i Mercader, totes les habitacions de la planta noble estaven ornades amb pintures "d'un gust exquisit i aristocràtic". Joaquim Batet, amic personal de Lluís Quer, explicava que el mobiliari era barroc però de molt bon gust. Tot i haver estat abandonada la casa des d'inicis de la dècada de 1960, l'Ajuntament de Tarragona va adquirir per instal·lar-los a la Casa Castellarnau, els plafons i els mosaics de la casa Quer. Abans de la seva destrucció encara es podien apreciar les pintures murals a tres parets del rebedor, i una deliciosa decoració d'angelets panxuts al sostre. Eren significatius els esgrafiats de la façana, la gran tribuna que dignificava l'angle de la casa i els forjats dels balcons. Al seu interior hi havia una capella. Els pous d'aigua que tenia la casa van ser d'ús public en èpoques de restriccions. Pere Anguera, amb el pseudònim d'Arnau Navas, i Josep Maria Ribas Prous, van publicar un monogràfic sobre la casa Quer el març de 1974 a la Revista del Centre de Lectura.